# Muungano (Kilimangiaro)
Muungano è una circoscrizione (ward) della Tanzania situata nel distretto di Hai, regione del Kilimangiaro. Conta una popolazione di 19 655 abitanti (censimento 2022).